# Christer Olsson (psykolog)
Per Åke Christer Olsson, född 13 april 1946 i Sölvesborgs stadsförsamling i Blekinge län, är en svensk psykolog och författare.

## Biografi
Christer Olsson växte upp på Listerlandet i Blekinge. Han är legitimerad psykolog samt diplomerad psykoterapeut vid S:t Lukasstiftelsen.
Han har sedan 1980-talet rest landet runt och föreläst på skolor, fritidshem och föreningar, men även bedrivit undervisning för olika åldrar. Han har i många sammanhang påtalat riskerna med medievåld och gett ut flera böcker rörande mobbning, våld och mediapåverkan. Han gav 2013 ut boken Verktyg mot mobbning och kränkning: ansikte mot ansikte och i cyberrymden, och har återkommande deltagit i debatter om mobbning. Boken kom ut i en ny upplaga 2019.
Efter att ha tillfrisknat efter en långvarig depression gav han 2011 ut boken En väg tillbaka – nytt livsmod efter åtta år i depression och ångest. År 2019 kom han ut med boken Mörkret gav vika där han beskriver erfarenheter från sin sjukdomstid med en förhoppning att kunna hjälpa andra som lider av depression eller ångest, samt hjälpa de som möter människor med psykisk ohälsa.Christer har skrivit hundratals debattartiklar om sina hjärtefrågor. Artiklar som varit publicerade i olika tidningar samt under senare år digitalt.

### Familj
Sedan 1970 är han gift med specialläraren Anne-Marie Olsson (född 1948) och paret har två söner.